# Coughton Court

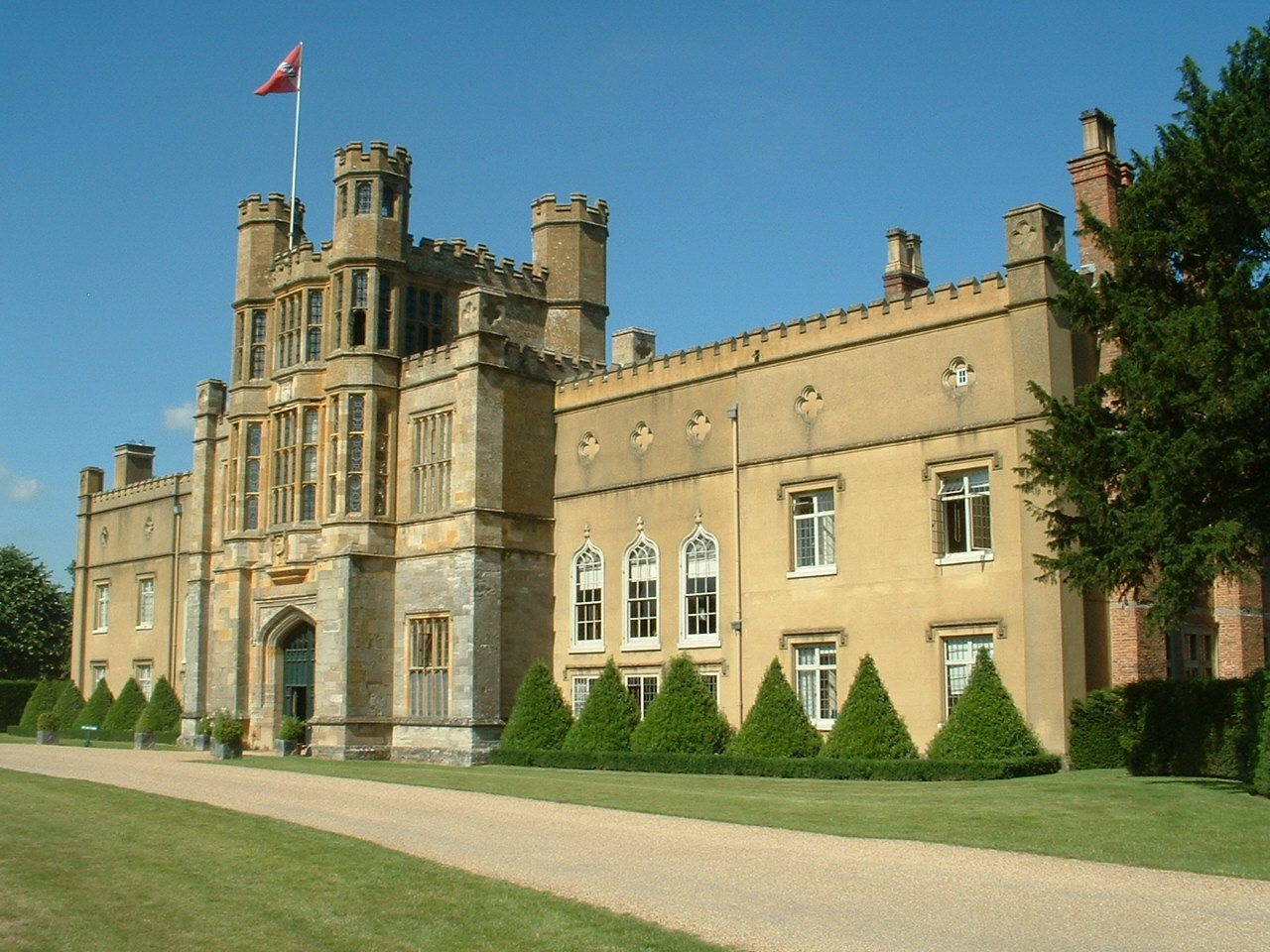
Fachada de Coughton Court na actualidade.

Coughton Court é um palácio rural da Inglaterra situado na estrada principal entre Studley e Alcester, no Warwickshire. Apresenta-se como um dos mais refinados exemplares da arquitectura Tudor neste tipo de edifícios. É um listed building classificado com o Grau I.
A propriedade Coughton tem estado na posse da família Throckmorton desde 1409. O palácio possui uma impressionante fachada directamente voltada para a estrada principal, cuja parte central é uma soberba portaria, sendo a parte mais antiga da actual estrutura, datada de 1530.
Apesar de a família Throckmorton ter estado apenas indirectamente implicada na Conspiração da Pólvora, Coughton Court mantém um lugar na história da Inglaterra pelo papel que desempenhou nesse episódio de 1605, tendo alguns dos conspiradores dirigido os seus passos para ali depois da conspiração ter falhado.

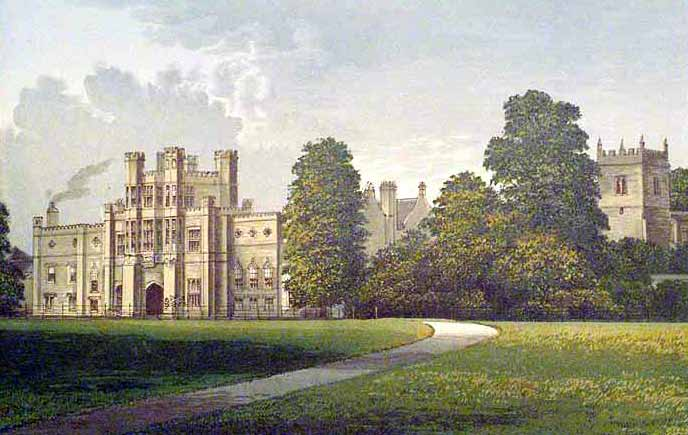
Coughton Court representado numa pintura do final do século XIX.

O palácio tem estado na posse da National Trust for Places of Historic Interest or Natural Beauty (Instituto Nacional para Locais de interesse Histórico ou Beleza Natural) desde 1945. A família mantém um arrendamento de longa duração e dirige o domínio a meias com o National Trust.
Coughton Court está aberto ao público, encontrando-se no seu interior uma exposição sobre a Conspiração da Pólvora. O palácio ergue-se entre extensos campos, incluindo um jardim mais formal, um rio e um lago.